# Georges Darboy

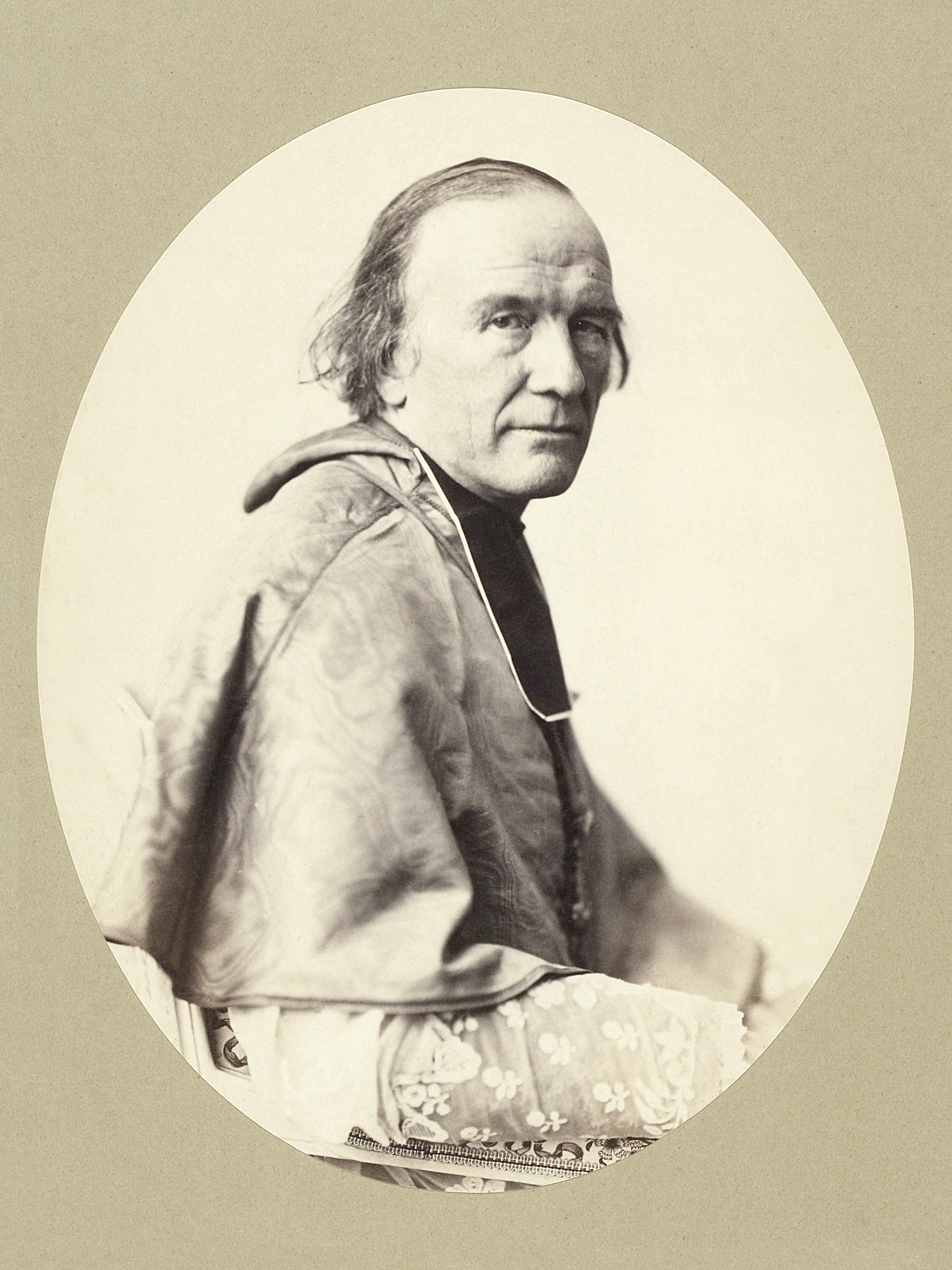
Georges Darboy.

Georges Darboy, född 16 januari 1813 i Fayl-Billot, Haute-Marne, död 24 maj 1871 i Paris, var en fransk katolsk teolog.
Darboy blev ärkebiskop i Paris 1863. Han tillhörde oppositionen på Första Vatikankonsiliet 1870 angående påvens ofelbarhet men underkastade sig senare mötets beslut. Darboy blev 1871 tillfångatagen av kommunarderna under pariskommunen och arkebuserades.